# Die Cappuccinos
Die Cappuccinos sind eine deutsch-niederländische Schlagerband.

## Bandgeschichte
Die Band entstand 2007 aus einer Mitmachaktion, initiiert von der Schlagersängerin Kristina Bach und der Zeitschrift SUPERillu. Am Ende wurden aus der engeren Auswahl von 23 Kandidaten die beiden niederländischen Brüder René und Michèl Ursinus sowie Peter Brückner aus Suhl und Robert Kaufmann aus Bautzen ausgewählt. Das nach der Band benannte Debütalbum erschien im April 2009 und wurde zum größten Teil von Kristina Bach geschrieben und produziert. Damit konnten sich die Cappuccinos schnell einen Namen in der Schlagerszene machen und Auftritte im Fernsehen bekommen. Im selben Jahr wurden sie mit dem Herbert-Roth-Preis für junge Gruppen ausgezeichnet.
Im Frühjahr 2010 erschien das zweite Album Ungeküsst, das es auf Platz 47 der deutschen Albumcharts brachte. Im Juli 2011 erschien mit Party auf dem Mond das dritte Album, das Platz 33 als höchste Platzierung in den deutschen Charts erreichte. 
Alle Mitglieder der Gruppe können singen und Instrumente spielen. René und Michèl Ursinus bekamen von ihrem Vater, einem Berufsmusiker, Gitarren- und Keyboardunterricht und waren in ihrer Heimat 10 Jahre in einer Coverband aktiv. Peter Brückner bekam bereits mit sechs Jahren Unterricht in Klassischem Gesang, war in verschiedenen Chören aktiv und war Sänger und Gitarrist in verschiedenen Bands. Robert Kaufmann begann bereits als Kind mit dem Schlagzeugspielen und gab sich später auch selbst Unterricht.
Mitte September 2014 wurde bekanntgegeben, dass Schlagzeuger Robert Kaufmann die Band verlässt.
Am 13. Januar 2019 holten Die Cappuccinos den Weltrekord für die meisten gegebenen Autogramme einer Band in 3 Minuten.

## Diskografie
Alben
- Die Cappuccinos (2009)
- Ungeküsst (2010)
- Party auf dem Mond (2011)
- Wie geil ist das denn? (2013)
- Best-of (2014)
- Zusammen stark (2015)
- Krasse Zeit (2018)

Singles
- Wie geil ist das denn? (2013)
- Rosanne (2015)
- Christmas Day / Das ist Weihnachten (mit George Baker) (2016)
- Duschen unter Wolken (2018)

Videoalben
- Die Cappuccinos – Zusammen Stark, Curacao  Holland unter Palmen (DVD) (2016)

## Auszeichnungen
- Goldene Tulpe
  - 2010: für „Bester Newcomer“

- Herbert-Roth-Preis
  - 2009: für „Junge Gruppen“

- smago! Award
  - 2011: für „Erfolgreichste Schlager-Gruppe des Jahres“
  - 2013: für „Bestes Video 2013“ (Wie geil ist das denn?)
  - 2016: für „Kämpfer des Jahres 2015“
  - 2019: für „YouTube Kanal des Jahres“